# Partir autrement

Partir autrement est une série documentaire qui traite de « tourisme durable ». Elle est produite par Océan télévision et diffusée sur TV5. Quatre animatrices ou animateurs se succèdent durant les six saisons de l'émission qui débute en 2008.

## Le concept
Partir autrement présente des destinations voyages hors du commun et s'adresse aux touristes soucieux du développement économique, socioculturel et environnemental de celles-ci. Chaque émission est traitée de façon que les téléspectateurs puissent appréhender différentes cultures,. 
L'émission base son concept sur le « tourisme responsable » en faisant découvrir des séjours touristiques qui tiennent compte de la réalité sociale de la population. Chaque documentaire amène à percevoir les diverses particularités des régions visitées en traitant et en présentant des formes de tourisme équitable, durable, responsable, communautaire ou encore solidaire,.

## Animateurs
Quatre personnalités présentent les 78 épisodes qui s'étendent sur six saisons entre 2008 et 2015,.
- Karina Marceau: saison 1.
- Bruno Blanchet: saison 2 et 3.
- Yves P. Pelletier: saison 4 et 5.
- Magalie Lépine-Blondeau: saison 6.

## Réalisateurs
Arnaud Bouquet réalise 29 épisodes des saisons 3, 4 et 5.

## Œuvres dérivées
En 2010, l'équipe de tournage publie un livre Partir autrement à la rencontre du monde, dans lequel elle relate son expérience vécue sur le terrain durant la réalisation de la série documentaire.
Une série documentaire similaire et intitulée Partir autrement en famille est diffusée, également sur TV5, entre 2014 et 2020.